# Rabun County
Das Rabun County ist ein County im Bundesstaat Georgia der Vereinigten Staaten. Der Verwaltungssitz (County Seat) ist Clayton, benannt nach Richter Augustin S. Clayton, einem prominenten Juristen und Kongress-Mitglied.

## Geographie
Das County liegt im äußersten Norden von Georgia, grenzt im Norden an North Carolina und im Osten an South Carolina. Es hat eine Fläche von 976 Quadratkilometern, wovon 15 Quadratkilometer Wasseroberfläche sind und grenzt im Uhrzeigersinn an folgende Countys: Habersham County und Towns County.

## Geschichte
Rabun County wurde am 21. Dezember 1819 als 47. County von Georgia aus Land des Cherokee-Indianerterritoriums gegründet. Benannt wurde es nach William Rabun, dem 31. Gouverneur von Georgia.

## Demografische Daten

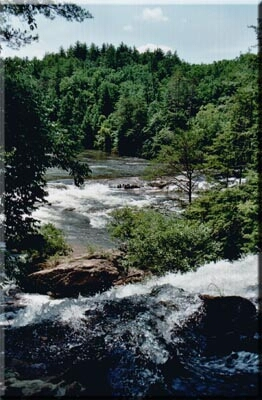
Der Chattooga River

Laut der Volkszählung von 2010 verteilten sich die damaligen 16.276 Einwohner auf 6.780 bewohnte Haushalte, was einen Schnitt von 2,34 Personen pro Haushalt ergibt. Insgesamt bestehen 12.313 Haushalte.
66,8 % der Haushalte waren Familienhaushalte (bestehend aus verheirateten Paaren mit oder ohne Nachkommen bzw. einem Elternteil mit Nachkomme) mit einer durchschnittlichen Größe von 2,85 Personen. In 26,6 % aller Haushalte lebten Kinder unter 18 Jahren sowie in 36,7 % aller Haushalte Personen mit mindestens 65 Jahren.
23,3 % der Bevölkerung waren jünger als 20 Jahre, 20,1 % waren 20 bis 39 Jahre alt, 26,9 % waren 40 bis 59 Jahre alt und 29,5 % waren mindestens 60 Jahre alt. Das mittlere Alter betrug 46 Jahre. 49,3 % der Bevölkerung waren männlich und 50,7 % weiblich.
93,3 % der Bevölkerung bezeichneten sich als Weiße, 1,0 % als Afroamerikaner, 0,4 % als Indianer und 0,7 % als Asian Americans. 3,0 % gaben die Angehörigkeit zu einer anderen Ethnie und 1,5 % zu mehreren Ethnien an. 8,0 % der Bevölkerung bestand aus Hispanics oder Latinos.
Das durchschnittliche Jahreseinkommen pro Haushalt lag bei 38.277 USD, dabei lebten 21,8 % der Bevölkerung unter der Armutsgrenze.

## Orte im Rabun County
Orte im Rabun County mit Einwohnerzahlen der Volkszählung von 2010:
Cities:
- Clayton (County Seat) – 2047 Einwohner
- Dillard – 339 Einwohner
- Sky Valley – 272 Einwohner

Towns:
- Mountain City – 1088 Einwohner
- Tallulah Falls – 168 Einwohner
- Tiger – 408 Einwohner